# Jani Virk
Jani Virk (4 maart 1962, Ljubljana) is een Sloveens schrijver, dichter, vertaler en uitgever.

## Leven
Jani Virk werd geboren in Ljubljana, Slovenië op 4 maart 1962. Hij ging naar het sportgymnasium in Ljubljana. In 1988 studeerde hij af aan de Universiteit van Ljubljana waar hij Duits en vergelijkende taalwetenschap had gestudeerd. Van 1988 tot 1989 was hij hoofdredacteur van het tijdschrift Literatura en daarna van de krant Slovenec. Nog later was hij in dienst van de zender RTV Slovenië.

## Werk
Jani Virk schrijft in de geest van psychologisch realisme met elementen van sociale kritiek. De centrale thema's van zijn werk zijn vragen over God, liefde en het onbegrijpelijke universum. Hij gebruikt vaak historische thema’s als motief met een autobiografische basis. Verder behandelen zijn werken existentiële en ethische kwesties.
Zijn literaire werken werden vertaald naar het Engels, Frans, Kroatisch, Duits, Pools en Spaans.

### Kortverhalen
- Preskok,  1987
- Vrata in druge zgodbe, 1991
- Moški nad prepadom, 1994
- Izza potresa:novele, 1995
- Pogled na Tycho Brache, 1998

### Poëzie
- Tečeva čez polje, 1990

### Essays
- Na robu resničnosti, 1992

### Romans
- Rahela, 1989
- 1895, potres:kronika nenadejane ljubezni, 1995
- Zadnja Sergijeva skušnjava, 1996
- Smeh za leseno pregrado, 2000
- Aritmija, 2004
- Ljubezen v zraku, 2009
- Kar je odnesla rekla, kar je odnesel dim, 2012

### Jeugdboeken
- Regata, 1995
- Poletje na snegu, 2003

### Bloemlezingen
- Rošlin in Verjanko ali Odlagani opravek slovenstva, 1987
- Strast i mir, 1990
- Contemporary Slovene short stories, 1991
- The day Tito died:contemporary Slovenian short stories, 1993
- Vilenica Desetnica 1986 – 1995, 1995
- Nouvelles Slovenes, 1996
- Čas kratke zgodbe, 1998
- Antologija novije slovenske pripovijetke, 2001
- Die Zeit der kurzen Geschichte, 2001
- Poletje v zgodbi, 2002
- Krunski svedoci, 2002
- Slovenska kratka erotična proza, 2002
- Vně hranic, 2002
- The key witnesses, 2003
- Promlky času, 2003

## Prijzen
- 1987, De Gouden Vogel (Zlata ptica) voor De oversprong (Preskok)
- 1999, de Prešerenprijs voor Een overzicht van Tycho Brahe (Pogled na Tycho Brache)

- Gemeinsame Normdatei: 121405982
- International Standard Name Identifier: 0000 0001 1073 5789
- Library of Congress Control Number: no97029521
- Nationale Bibliotheek van Tsjechië: jo2002139449
- Nederlandse Thesaurus van Auteursnamen: 203174747
- Système universitaire de documentation: 165242949
- Virtual International Authority File: 84142097
- WorldCat: E39PBJrgF4gvX4BvHmjJjKWJjC